# Усть-Карское городское поселение
Городско́е поселе́ние «Усть-Карское» — муниципальное образование в Сретенском районе Забайкальского края Российской Федерации.
Административный центр — пгт Усть-Карск.

## История
Статус и границы городского поселения установлены Законом Читинской области от 19 мая 2004 года «Об установлении границ, наименований вновь образованных муниципальных образований и наделении их статусом сельского, городского поселения в Читинской области».

## Население
| 2009  | 2010  | 2011  | 2012  | 2013  | 2014  | 2015  |
| ----- | ----- | ----- | ----- | ----- | ----- | ----- |
| 2040  | ↘1899 | ↘1889 | ↘1876 | ↘1833 | ↘1812 | ↘1787 |
| 2016  | 2017  | 2018  | 2019  | 2020  | 2021  |       |
| ↘1768 | ↘1724 | ↘1688 | ↘1651 | ↘1617 | ↘1525 |       |

## Состав городского поселения
| № | Населённый пункт | Тип населённого пункта      | Население |
| - | ---------------- | --------------------------- | --------- |
| 1 | Усть-Карск       | пгт, административный центр | ↘1525     |